# Stefania Wilczyńska

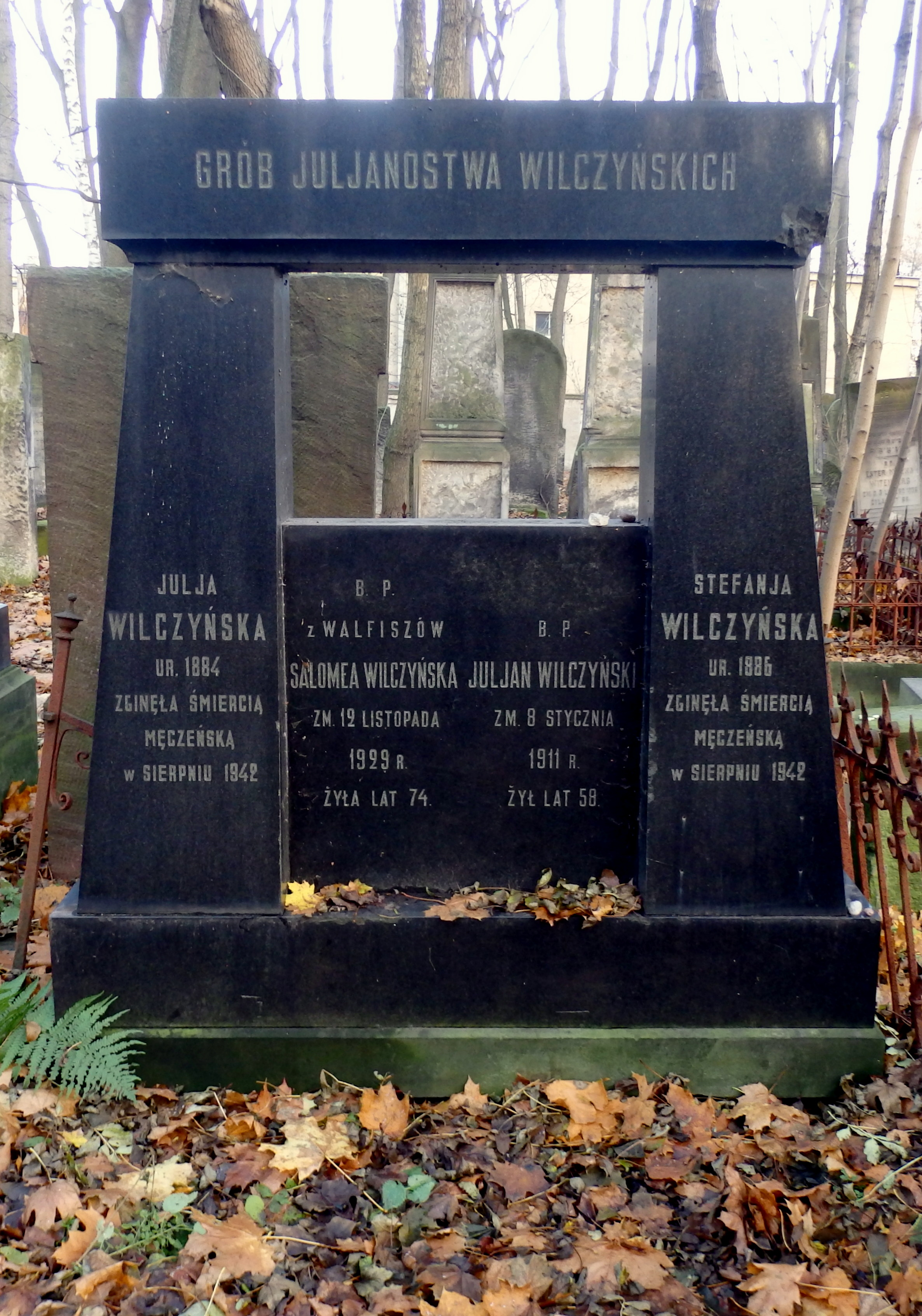
Symboliczny grób Stefanii Wilczyńskiej na cmentarzu żydowskim w Warszawie

Stefania Wilczyńska (ur. 26 maja 1886 w Warszawie, zm. w sierpniu 1942 w Treblince) – polska pedagog i wychowawczyni, bliska współpracownica Janusza Korczaka.

## Życiorys
Urodziła się w rodzinie Juliana (Izaaka) Wilczyńskiego (zm. 1911) i Salomei z domu Walfisz (zm. 1929). Wychowana w polskiej rodzinie żydowskiego pochodzenia, ukończyła pensję Jadwigi Sikorskiej w Warszawie, następnie podjęła i ukończyła studia nauk przyrodniczych na Uniwersytecie w Liège w Belgii. Po powrocie do Warszawy zaczęła pracę – początkowo wolontariacką – w zaniedbanym przytułku dla żydowskich sierot. Tam poznała Janusza Korczaka i nawiązała z nim współpracę, która – z przerwami – trwała aż do śmierci obojga w obozie zagłady w Treblince.
Razem z Korczakiem założyła i prowadziła Dom Sierot dla dzieci żydowskich w Warszawie (1912–1942) przy ul. Krochmalnej 92 (przeniesiony do getta na ul. Chłodną 33, a następnie do gmachu Towarzystwa Wzajemnej Pomocy Pracowników Handlowych i Przemysłowych przy ul. Siennej 16/ul. Śliskiej 9), gdzie stosowali nowatorskie metody pedagogiczne. Kierowała domem pod nieobecność Korczaka w czasie I wojny światowej oraz podczas jego podróży do Palestyny w latach 1934 i 1936. Sama również bywała w Palestynie, odwiedziła kibuc Ein Harod, nosiła się z zamiarem wyjazdu na Bliski Wschód.
W sierpniu 1942 roku, w czasie wielkiej akcji deportacyjnej w getcie warszawskim, została wywieziona do obozu zagłady w Treblince.
Na grobie jej rodziców w alei głównej cmentarza żydowskiego przy ulicy Okopowej w Warszawie (kwatera 64, rząd 1) znajduje się jej symboliczna mogiła.
W maju 2013 grupa działaczy społecznych wystosowała apel o uhonorowanie Stefanii Wilczyńskiej alejką obok Muzeum Historii Żydów Polskich w Warszawie.
W 2015 nakładem Wydawnictwa Czarne ukazała się biografia Pani Stefa autorstwa Magdaleny Kicińskiej.

## Ordery i odznaczenia
- Srebrny Krzyż Zasługi (pośmiertnie, 20 czerwca 1947)[7]